# Bunda (Tansania)
Bunda ist eine Stadt im Norden von Tansania und hatte im Jahr 2022 (Volkszählung) 182.970 Einwohnern. Sie liegt nahe dem Victoriasee und ist Verwaltungszentrum des gleichnamigen Distrikts, der in der Region Mara liegt. 

## Geografie

### Lage
Bunda liegt in rund 1200 Meter Seehöhe. Nach Südosten steigt es steil auf den 1608 Meter hohen Berg Balili an, nach Westen breitet sich eine Ebene aus, im Süden fließt der Ruwana, der in einem etwa 10 Kilometer entfernten sumpfigen Delta in den Victoriasee mündet. Die Regionshauptstadt Musoma ist rund 60 Kilometer nördlich, nach Mwanza im Südwesten sind es etwa 160 Straßenkilometer.

### Klima
Das Klima in Bunda ist tropisch. In den Sommermonaten gibt es ausreichend Niederschlag, in den Monaten Juni bis August regnet es wenig. Die Durchschnittstemperatur liegt bei 22,5 Grad Celsius, am wärmsten ist es im September mit 23,3 Grad, am kühlsten im Dezember mit 21,7 Grad Celsius.
|                        | Jan  | Feb  | Mär  | Apr  | Mai  | Jun  | Jul  | Aug  | Sep  | Okt  | Nov  | Dez  |   |      |
| Mittl. Temperatur (°C) | 22,1 | 22,9 | 22,6 | 22,1 | 22,3 | 22,7 | 22,8 | 23,1 | 23,3 | 23,1 | 22   | 21,7 | ⌀ | 22,6 |
| Mittl. Tagesmax. (°C)  | 26,7 | 28   | 27,4 | 26,6 | 27   | 27,5 | 28,2 | 28,4 | 28,7 | 28,3 | 26,7 | 26,1 | ⌀ | 27,5 |
| Mittl. Tagesmin. (°C)  | 18   | 18,4 | 18,4 | 18,1 | 18,1 | 18   | 17,6 | 18,1 | 18,5 | 18,8 | 18,1 | 17,8 | ⌀ | 18,2 |
|                        |      |      |      |      |      |      |      |      |      |      |      |      |   |      |
| Niederschlag (mm)      | 129  | 104  | 150  | 176  | 87   | 27   | 12   | 35   | 58   | 117  | 172  | 172  | Σ | 1239 |

| 18 |

| 18,4 |

| 18,4 |

| 18,1 |

| 18,1 |

| 18 |

| 17,6 |

| 18,1 |

| 18,5 |

| 18,8 |

| 18,1 |

| 17,8 |

| 18 |

| 18,4 |

| 18,4 |

| 18,1 |

| 18,1 |

| 18 |

| 17,6 |

| 18,1 |

| 18,5 |

| 18,8 |

| 18,1 |

| 17,8 |

## Geschichte
Bei der Volkszählung 1978 hatte die Stadt 7.873 Einwohner. Die Bevölkerungszahl stieg auf 40.404 im Jahr 2002 und weiter auf 58.390 im Jahr 2012. Das entspricht einem jährlichen Wachstum von 3,72 Prozent in diesen zehn Jahren.

## Wirtschaft und Infrastruktur

### Gesundheit
In Bunda befindet sich ein Distriktkrankenhaus. Dieses wurde 1992 errichtet, wobei 80 Prozent der Finanzierung von der norwegischen lutherischen Mission kamen.

### Verkehr
- Straße: Die wichtigste Straßenverbindung ist die asphaltierte Nationalstraße, die von Simiyu im Süden durch Bunda nach Kenia im Norden führt.[5]

## Sehenswürdigkeiten
Die Grenze des Serengeti-Nationalparks verläuft rund zehn Kilometer südlich von Bunda.

## Sonstiges
Bunda hat seit 1990 eine Partnerschaft mit dem norwegischen Ort Tingvoll.